# Synetocephalus monorhabdus
Synetocephalus monorhabdus là một loài bọ cánh cứng trong họ Chrysomelidae. Loài này được Blake miêu tả khoa học năm 1942.